# Trstenik (żupania dubrownicko-neretwiańska)
Trstenik – wieś w Chorwacji, w żupanii dubrownicko-neretwiańskiej, w gminie Orebić. W 2011 roku liczyła 117 mieszkańców.